# Arthur-Georges Héaume
Arthur-Georges Héaume est un architecte français né le 3 avril 1915 à Paris 14e et mort le 28 juillet 1996 à Meudon. Il fait partie du mouvement moderne.

## Biographie
À la Libération, Arthur-Georges Héaume commence sa carrière auprès d'Auguste Perret lors de la reconstruction de la place de l'Hôtel-de-Ville du Havre. Après 1947, avec son partenaire architecte Alexandre Persitz, il ouvre un cabinet d'architecture à Paris.
Associés jusqu'à la mort de Persitz en 1975, ils réalisent une grande variété de programmes (édifices publics, église, synagogue, aéroport, etc.). Ils se concentrent particulièrement sur des projets de logements sociaux, notamment pour l'office central interprofessionnel du logement, et de promotion privée de résidences ou de bureaux, en particulier pour le cabinet John Arthur et Tiffen, en région parisienne.
Il enseigne à l'École spéciale d'architecture (1956-1967) et est président du groupe permanent de l'industrialisation de l'Union internationale des architectes.

## Œuvres architecturales
- Immeuble expérimental A47 (Calais) 1947 1er Prix du « concours pour l'édification de maisons nouvelles » lancé par le Ministère de la Reconstruction et de l'Urbanisme en mars 1947[3]
- Mémorial du Martyr Juif Inconnu (aujourd'hui Mémorial de la Shoah), Paris, 1956, classé monument historique en 1991
- Collège Joseph-Bara (extension) (Palaiseau) 1957[4]
- Synagogue Don Isaac Abravanel (Paris) 1962 labellisée « Patrimoine du XXe siècle » le 24 novembre 2011[5]
- Chapelle Saint-Joseph-des-Épinettes[6] (Paris) 1964
- Le Méridien de Paris 1968[7]
- Résidence Bellerive (Puteaux) 1970
- Tour Diamant (Puteaux) 1970[8]
- Tour Émeraude (Puteaux) 1970[9]
- Pont Guillaume-le-Conquérant sur la Seine à Rouen (1970)[10]
- Viaduc d'Oissel sur la Seine (1970)
- Tour Nova (La Garenne-Colombes)[11]

## Publications
- L'Architecture d’aujourd'hui no 6, mai-juin 1946, Panorama des réalisations 1935-1945 de l'architecte.
- L'Architecture d’aujourd'hui no 9, novembre 1946 montrant l'avancement des projets de reconstruction en France.
- Ministère de la reconstruction et de l'urbanisme. Concours pour l'édification de maisons nouvelles, A. G. Héaume, 1948
- L'œuvre de Mies van der Rohe, en collaboration avec Danielle Valeixn, 1958